# Anfiteatro romano di Lucera
L'anfiteatro romano di Lucera è un anfiteatro di epoca romana situato alla periferia est della città di Lucera, tra i più antichi dell'Italia meridionale, nonché più antico del Colosseo. Edificato nel I secolo in onore di Ottaviano Augusto, era in grado di contenere un numero di spettatori stimato tra 16.000 e 18.000 unità.

## Storia

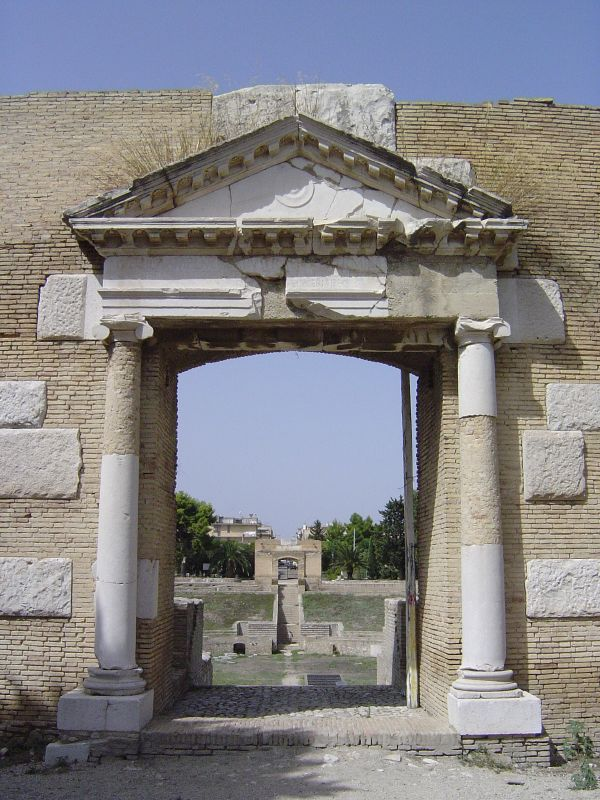
Portale dell'anfiteatro romano

Dopo la conquista romana nel 314 a.C. Luceria divenne prima colonia di diritto latino e in seguito municipium. Sotto Augusto ebbe il suo periodo di maggior splendore che si manifesta anche nell'erezione di numerosi edifici pubblici e nella trasformazione dell'assetto urbano. Nella parte orientale della città il magistrato lucerino Marco Vecilio Campo, duoviro iure dicundo, prefetto dei fabri e tribuno dei militi, fece costruire in corrispondenza di una depressione naturale del terreno, a sue spese e in un'area di sua proprietà, un grande anfiteatro in onore di Augusto e della colonia di Lucera, come attesta l'iscrizione posta sugli architravi dei portali di ingresso.
L'anfiteatro fu probabilmente danneggiato a seguito della conquista della città da parte dell'imperatore Costante II nel 663. In seguito al suo abbandono venne utilizzato come cava di pietre e si interrò progressivamente.
Il 13 ottobre 1932 alcuni scavi portarono alla luce i primi significativi resti dell'anfiteatro romano. I lavori di scavo e di restauro delle strutture furono diretti prima da Quintino Quagliati e quindi da Renato Bartoccini e terminarono nel 1945.
Dal 2006 al 2009 l'Area Archeologica è stata oggetto di un ulteriore intervento di recupero e restauro, realizzato con finanziamenti dell'A.P.Q. Regione Puglia “Beni culturali Sistema delle aree Archeologiche”. Sono stati realizzati nel settore curvo occidentale degli spalti gradonati, per una capienza di circa mille posti a sedere, per poter permettere all'Anfiteatro di ospitare eventi musicali, teatrali e culturali. Considerando la grandezza dell'Anfiteatro, le gradinate meriterebbero di essere ampliate su tutta la struttura in modo da ridarle un assetto uniforme, tornando ad accogliere i 16.000-18.000 spettatori che al tempo dei Romani riuscivano ad assistere agli spettacoli.

## Descrizione dell'edificio
L'anfiteatro poteva ospitare tra i 16.000 e i 18.000 spettatori; ha pianta ellittica e dimensioni di 126,80m. X 94,5m. circa.
L'accesso era costituito da due portali inquadrati da colonne di ordine ionico, collocati sull'asse maggiore in direzione della città e in direzione di Foggia. Sull'architrave dei portali l'iscrizione ricorda la costruzione dell'anfiteatro da parte del magistrato locale Marco Vecilio Campo. Sull'asse minore si aprivano altri due accessi.
L'arena misura 75,20m. X 43,20m. ed è delimitata da un canale di raccolta delle acque e da un podio nel quale si aprono quattro accessi all'arena. Al di sotto dell'arena è scavata una lunga galleria di servizio aperta per tre fosse, dove confluivano inoltre le acque piovane dai canali di raccolta. Nei pressi dell'anfiteatro sorgevano la palestra degli atleti, alcuni edifici pubblici e un'infermeria.

## Giochi
La struttura ospitava i giochi dell'anfiteatro, che comprendevano: lotte tra animali (venationes), l'uccisione di condannati da parte di animali feroci o altri tipi di esecuzioni (noxii) e i combattimenti tra gladiatori (munera).

## Galleria d'immagini

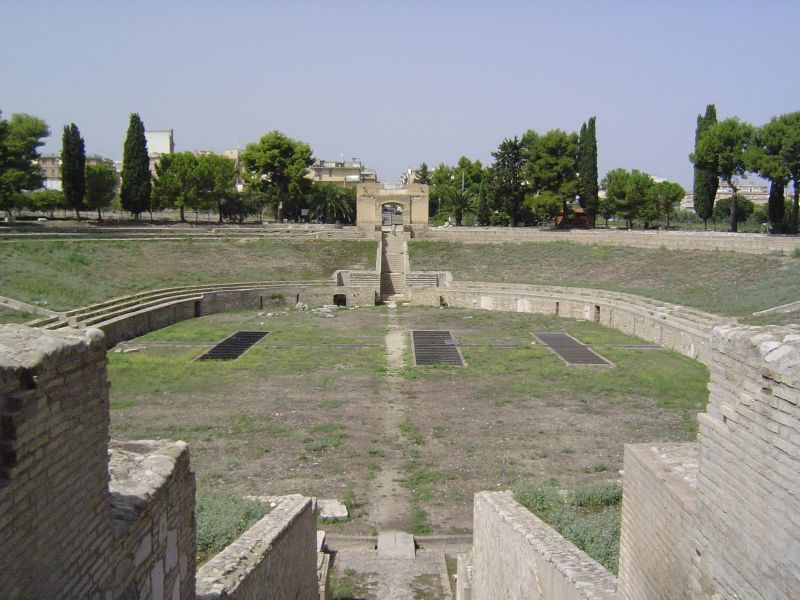
Arena dell'Anfiteatro di Lucera
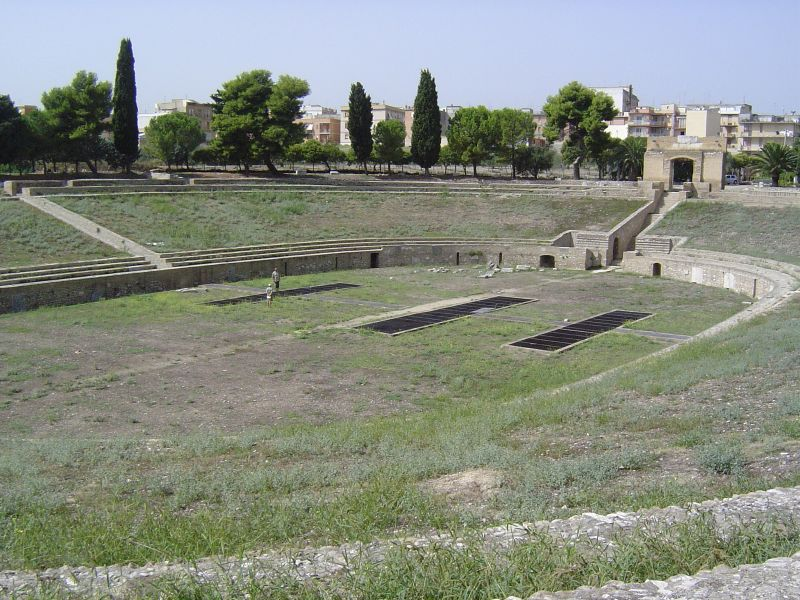
L'arena nella sua estensione
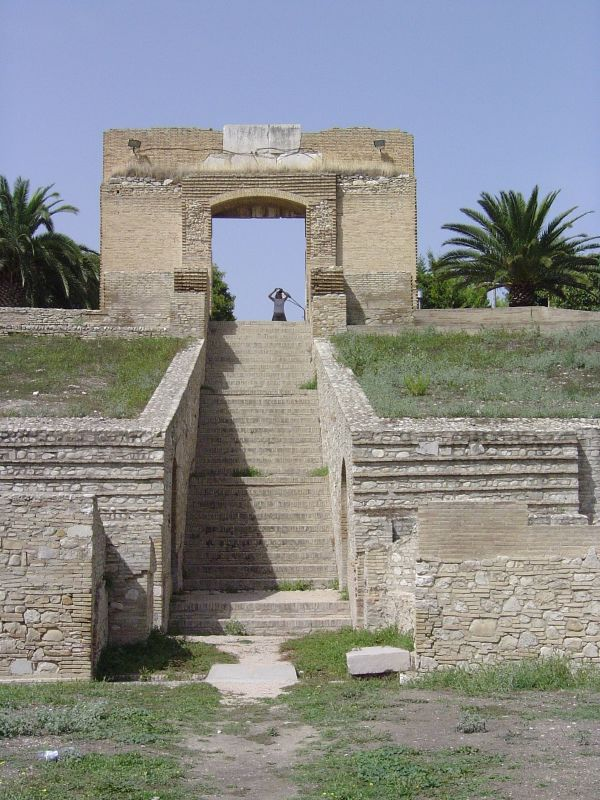
La scalinata d'accesso all'arena